# Les Trois Stooges (téléfilm)
Pour plus de détails, voir Fiche technique et Distribution.
Les Trois Stooges (The Three Stooges) est un téléfilm américain réalisé par James Frawley, diffusé pour la première fois en 2000. Il s'agit d'une biographie des Trois Stooges.

## Fiche technique
- Titre original : The Three Stooges
- Titre français : Les Trois Stooges
- Réalisation : James Frawley
- Scénario : Janet Roach et Kirk Ellis d'après le livre de Michael Fleming
- Musique : Patrick Williams
- Pays d'origine : États-Unis
- Genre : biographie
- Date de première diffusion : 2000

## Distribution
- Paul Ben-Victor : Moe Howard
- Evan Handler : Larry Fine
- John Kassir : Shemp Howard
- Michael Chiklis : Curly Howard
- Rachael Blake : Helen Howard
- Anna Lise Phillips (en) : Mabel Fine
- Jeanette Cronin : Gertrude Howard
- Joel Edgerton : Tom Cosgrove
- Linal Haft (en) : Harry Cohn
- Marton Csokas : Ted Healy
- Lewis Fitz-Gerald : Jules White
- Laurence Coy : Joe Besser (en)
- Peter Callan : Joe DeRita
- Phillip Hinton : Edward LeSaint
- Peter Whitford (en) : Dell Henderson
- Martin Pashley : Bud Jamison
- Michael Gregory : Studio suit
- Murray Bartlett : Trocadera Patron
- John Batchelor : Curly Wannabe
- Alastair Duncan : Directeur de théâtre
- David Downer : Winfield Sheehan
- David Baldwin : Louis B. Mayer
- Len Kaserman : Jack Warner